# Catherine S. Fowler
Catherine Sweeney „Kay“  Fowler (* 1940) ist eine US-amerikanische Anthropologin und emeritierte Professorin an der University of Nevada in Reno. Sie forschte für das Nevada State Museum in Carson City und das Smithsonian National Museum of Natural History.
Catherine Fowler erwarb 1972 an der University of Pittsburgh einen Ph.D. in Anthropologie. Catherine Fowler und ihr Mann, Don Fowler, gehörten 1964 zu den Gründungsmitgliedern des Fachbereiches Anthropologie an der University of Nevada in Reno und verblieben dort bis zu ihrer jeweiligen Emeritierung – Don Fowler 2005 und Catherine Fowler 2007.
Die Fowlers erforschten die Indianer des Great Basin und machten sich um die territoriale und kulturelle Restaurierung der Shoshonen sowie der nördlichen und südlichen Paiute verdient.
1995 erhielt Catherine Fowler den Outstanding Researcher Award der University of Nevada, Reno. Das von Don und Catherine Fowler herausgegebene Buch The Great Basin: People and Place in Ancient Times erhielt 2009 einen New Mexico Book Award. 2011 wurde Catherine Fowler in die American Academy of Arts and Sciences und die National Academy of Sciences gewählt.
An der University of Utah in Salt Lake City wird ein Don D. and Catherine S. Fowler Prize für herausragende anthropologische Monografien vergeben. Don und Catherine Fowler gehören zur Jury.